# Кремниевая долина (1-й сезон)
Премьера первого сезона американского комедийного телесериала «Кремниевая долина» состоялась в США на HBO 6 апреля 2014 года. Первый сезон состоит из восьми эпизодов и завершился 1 июня 2014 года.
Сериал «Кремниевая долина» рассказывает о группе молодых людей, работающих в компании-стартапе в Кремниевой долине, штат Калифорния. Первый сезон представляет персонажей Ричарда Хендрикса (Томас Миддлдитч), Эрлиха Бахмана (Ти Джей Миллер), Нельсона «Башку» Бигетти (Джош Бренер), Бертрама Гилфойла (Мартин Старр), Динеша Чугтая (Кумэйл Нанджиани) и Дональда «Джареда» Данна (Зак Вудс), которые вместе работают над созданием приложения под названием Пегий Дудочник (англ. Pied Piper), которое является результатом разработки Хендриксом алгоритма сжатия данных.
Дебютный сезон сериала получил положительные отзывы критиков.

## Актёры и персонажи

### Основной состав
- Томас Миддлдитч в роли Ричарда Хендрикса
- Ти Джей Миллер в роли Эрлиха Бахмана
- Джош Бренер в роли Нельсона «Башки» Бигетти
- Мартин Старр в роли Бертрама Гилфойла
- Кумэйл Нанджиани в роли Динеша Чугтая
- Кристофер Эван Уэлч в роли Питера Грегори
- Аманда Крю в роли Моники Холл
- Зак Вудс в роли Дональда «Джареда» Данна

### Периодические роли
- Мэтт Росс в роли Гэвина Белсона
- Джимми Оуян в роли Дзан Янга
- Бен Фельдман в роли Рона ЛаФламма
- Бернард Уайт в роли Денпока, гуру
- Энди Дейли в роли врача
- Али Мауджи в роли Али Датта
- Скотт Прендергаст в роли Скотт
- Джилл Э. Александр в роли Патрис
- Брайан Тичнелл в роли Джейсон

## Список эпизодов
| № общий | № в сезоне | Название                                                     | Режиссёр   | Автор сценария                            | Дата премьеры  | Зрители США (млн) |
| --- | ---------- | ------------------------------------------------------------ | ---------- | ----------------------------------------- | -------------- | ----------------- |
| 1 | 1          | «Минимально жизнеспособный продукт» «Minimum Viable Product» | Майк Джадж | Майк Джадж, Джон Альтшулер и Дэйв Крински | 6 апреля 2014  | 1,98              |
| Ричард Хендрикс — программист низшего звена в футуристическом интернет-гиганте Hooli. Над ним часто насмехаются его более успешные коллеги по работе, а его идеи отвергает эгоистичный предприниматель Эрлих Бахман, владелец бизнес-инкубатора, где Ричард живет вместе с коллегами-программистами Нельсоном «Башкой» Бигетти, Бертрамом Гилфойлом и Динешем Чугтаем. Однако когда Hooli натыкается на сервис по защите авторских прав на музыку, над которым работает Ричард, под названием Пегий Дудочник, они обнаруживают, что в бесполезном приложении спрятан лучший в мире алгоритм сжатия файлов, и новость быстро распространяется. В конце концов Ричард оказывается между предложением о выкупе компании Hooli за 10 миллионов долларов Гэвином Белсоном и инвестицией в $200 000 от эксцентричного миллиардера Питера Грегори; он должен решить, отдать свою программу тому, кто больше заплатит, или принять инвестиции и самому создать из нее бизнес. После приступа паники и рвоты Ричард сталкивается с помощницей Питера Моникой, которая говорит ему, что верит в него и его идею. Ричард решает взять инвестиции и самому управлять бизнесом. |            |                                                              |            |                                           |                |                   |
| 2 | 2          | «Список акционеров» «The Cap Table»                          | Майк Джадж | Карсон Мелл                               | 13 апреля 2014 | 1,69              |
| Отвергнув предложение Белсона и перейдя на сторону Питера Грегори, Ричард оказывается ошеломлен объемом работы, которую необходимо проделать, чтобы наладить бизнес в соответствии с требованиями Грегори. К счастью, бывший личный помощник Белсона Дональд "Джаред" Данн приходит в инкубатор, умоляя Ричарда взять его на работу, так как он видит огромный потенциал в идее Пегого Дудочника, и его берут на работу благодаря его деловому опыту. Однако, оценив команду Пегого Дудочника, Джаред обнаруживает, что в то время как Гилфойл и Динеш - блестящие "кодеры", "Башка" - сравнительно посредственный человек, и все настаивают на том, чтобы Ричард уволил его, поскольку он не приносит никакой пользы. После долгих споров Ричард отказывается увольнять его, но "Башка" сообщает, что ему дали огромную прибавку к зарплате и повышение в Hooli, так как Гэвин Белсон хочет разрекламировать "Башку" как соучредителя Пегого Дудочника. Позже "Башка" рассказывает Ричарду, что Hooli начала реверс-инжиниринг Пегого Дудочника с целью создания аналогичного продукта: Nucleus. |            |                                                              |            |                                           |                |                   |
| 3 | 3          | «Устав» «Articles of Incorporation»                          | Триша Брок | Маттео Боргезе и Роб Турбовски            | 20 апреля 2014 | 1,62              |
| Ричард и Джаред узнают, что имя "Пегий Дудочник" уже используется ирригационной компанией в Гилрое, Калифорния. Пока Джаред, Динеш и Гилфойл пытаются придумать новое название для приложения, Эрлих решает придумать новое имя для компании. Он отправляется на поиск видения в пустыне Сонора, но в конце концов страдает от панической атаки после того, как переел галлюциногенных грибов. Непреклонно настаивая на сохранении оригинального названия, Ричард пытается доказать свои навыки переговорщика, убеждая ирригационную компанию отдать им название "Пегий Дудочник". Изначально владелец просит 1000$, но узнав об успехах компании в сети, он в гневе просит бОльшую сумму. В конце концов он едет в Пало-Альто, чтобы встретиться с Ричардом, после нескольких переговоров Ричарду удается выкупить его почти по первоначальной цене. Эрлих, все еще испытывая последствия своего "видения", возвращается с ребенком, убежденный, что нашел другую версию себя. Тем временем Питер Грегори оказывается заинтересован продукцией Burger King, оставляя своего ассистента Монику в тяжёлом положении перед их клиентом, которому нужно срочно вывести деньги или он будет вынужден уволить сотни людей. Выжидая своего часа, Грегори в конечном итоге инвестирует в производство семян кунжута, получая огромную прибыль от акций и решая ситуацию к облегчению Моники и их партнеров. |            |                                                              |            |                                           |                |                   |
| 4 | 4          | «Фидуциарная обязанность» «Fiduciary Duties»                 | Мэгги Кэри | Рон Вайнер                                | 27 апреля 2014 | 1,55              |
| 5 | 5          | «Сигнализирование о риске» «Signaling Risk»                  | Алек Берг  | Джессика Гао                              | 4 мая 2014     | 1,82              |
| 6 | 6          | «Самостоятельное производство» «Third Party Insourcing»      | Алек Берг  | Дэн О'Киф                                 | 11 мая 2014    | 1,69              |
| 7 | 7          | «Доказательство концепции» «Proof of Concept»                | Майк Джадж | Клэй Тарвер                               | 18 мая 2014    | 1,68              |
| 8 | 8          | «Оптимальная эффективность» «Optimal Tip-to-Top Efficiency»  | Майк Джадж | Алек Берг                                 | 1 июня 2014    | 1,74              |

## Критика

### Реакции критиков
На Metacritic первый сезон получил 84 балла из 100 на основе 36 рецензий, что свидетельствует о «всеобщем признании». На Rotten Tomatoes первый сезон получил статус «Certified Fresh» и средний балл 7,94 из 10 на основе 57 рецензий. Критики сошлись во мнении: «Кремниевая долина — это актуальный, часто уморительный взгляд на современные технологии и гиков, которые их создают, который выигрывает от реального опыта соавтора Майка Джаджа в этой отрасли».
Тим Гудман из The Hollywood Reporter сказал: «HBO находит свою лучшую и самую смешную полноценную комедию за последние годы с этим творением Майка Джаджа, и она даже может привлечь самую неуловимую вещь — широкую аудиторию». Мэтт Роуш из TV Guide сказал: «Ловкая, резонансная сатира, благодаря которой „Офисное пространство“ Джаджа стало культовым хитом, приобретает новое фарсовое измерение в „Кремниевой долине“, которая представляет социально неадекватную компанию компьютерных недоумков, ничуть не уступающих в комичности научным ботаникам из „Теории большого взрыва“». Эмили ВанДерВерфф из The A.V. Club сказала: «Это странно похоже на „Красавцы“ в мире технологий — и это скорее комплимент, чем кажется». Брайан Талларико из RogerEbert.com похвалил шутки сериала, но отметил медленное развитие персонажей в первых двух сериях и зависимость от распространенных стереотипов в сфере технологий, включая «ботана, который не может даже посмотреть на девушку, не говоря уже о том, чтобы поговорить с ней или прикоснуться к ней, молодого бизнесмена, который буквально трясется, когда сталкивается с карьерным потенциалом». Далее он утверждает, что недостаток глубины персонажей создает «странное давление и тягу; я хочу, чтобы сериал был более реалистичным, но я не достаточно забочусь об этих персонажах, когда он решает быть таким».
Дэвид Ауэрбах из Slate заявил, что шоу не зашло достаточно далеко, чтобы его можно было назвать рискованным или язвительным комментарием технологической индустрии. «Поскольку я инженер-программист, Кремниевая долина может изобразить меня в штанах до подмышек, занудно и гнусаво жалующимся на то, что алгоритм сжатия Томаса невозможен или что девять раз по F в шестнадцатеричной системе счисления — это 87, а не „fleventy five“ (как говорит Эрлих), но я бы простил такие промахи за секунду, если бы шоу было смешным». Ауэрбах утверждает, что раньше он работал в Google, и что его жена также работала на них во время просмотра.

### Номинации
На 72-й церемонии вручения премии «Золотой глобус» сериал был номинирован в категории «Лучший телевизионный сериал (комедия или мюзикл)». На 66-й церемонии вручения прайм-таймовой премии «Эмми» сериал попал сразу в пять номинаций, включая «Лучший комедийный сериал», «Лучшая режиссура комедийного телесериала» (Майк Джадж за «Минимально жизнеспособный продукт»), «Лучший сценарий комедийного телесериала» (Алек Берг за «Оптимальная эффективность»), «Лучшая художественная режиссура современной программы (полчаса или меньше)» и «Лучший дизайн главного заголовка».

## Домашние медиа
Первый сезон был выпущен на DVD и Blu-ray 31 марта 2015 года; бонусные функции включают восемь аудиокомментариев и три закулисных ролика.